# یانیک مرتنس
 یانیک مرتنس (انگلیسی: Yannick Mertens؛ زاده ۲۵ ژوئن ۱۹۸۷) یک تنیس‌باز اهل بلژیک است.